# Monte Croccia
Il monte Croccia, la cui vetta raggiunge i 1.149 m s.l.m., sovrasta a sud la val Basento e si trova all'interno del Parco naturale di Gallipoli Cognato - Piccole Dolomiti Lucane, a cavallo tra le province di Potenza e Matera.